# João Cancelo
João Pedro Cavaco Cancelo (Barreiro, Barreiro, 27 de maio de 1994) é um futebolista português que atua como lateral. Atualmente joga pelo Al Hilal e pela Seleção Portuguesa.

## Carreira

### Benfica
Em 2008 mudou-se para as camadas jovens do Benfica Lisboa e no começo de 2014 passou do Benfica B para o time principal do Benfica. Estreou pelo clube em janeiro em uma partida da Taça da Liga. Fez seu primeiro jogo na Primeira Liga a 10 de maio de 2014 (30ª jornada), na derrota por 2–1 no terreno do Porto.

### Valencia
Em 2014, com apenas 20 anos, foi emprestado para o Valencia por uma temporada. Foi confirmada sua permanência no clube espanhol ao fim da temporada 2014–15, assinando contrato até 2021.

### Internazionale
Em 22 de agosto de 2017, ele se juntou ao Internazionale, da Itália, por empréstimo até o final da temporada 2017–18. Na Inter, ele fez 26 jogos na Serie A, marcando um gol, além de contribuir com cinco assistências.

### Juventus
Em 27 de junho de 2018, Juventus anunciou a contratação de Cancelo por €40,4 milhões de euros (R$180 milhões de reais), com prazo até 30 de junho de 2023. Ele fez sua estreia com a camisa alvinegra no dia 18 de agosto seguinte, na vitoriosa partida fora de casa em Verona contra o Chievo 3–2. Em 27 de janeiro de 2019, ele marcou seu primeiro golo pelo time de Turim, marcando o empate na Lazio, na partida então vencida pelos alvinegros por 2–1.

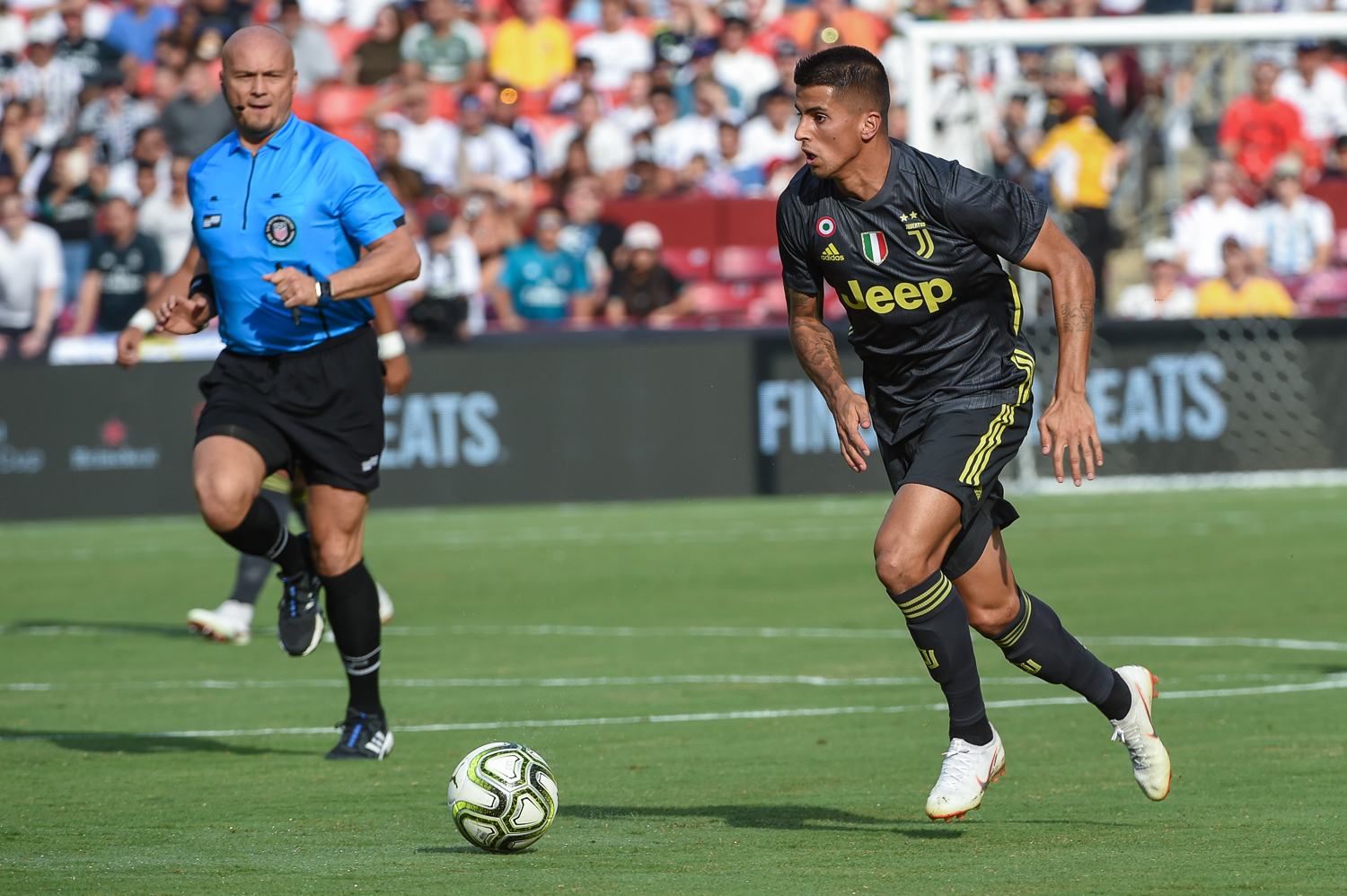
Cancelo em ação com a camisa da Juventus em 2018

### Manchester City
No dia 7 de agosto de 2019, assinou com o Manchester City, que em troca cedeu o brasileiro Danilo para a Juventus. Em 25 de agosto, ele fez sua estreia na Premier League contra o Bournemouth, aparecendo como um substituto tardio para Kyle Walker em uma vitória por 3–1. Em 18 de dezembro, ele marcou seu primeiro golo pelo City em uma vitória por 3–1 fora de casa sobre o Oxford United nas quartas de final da Copa da Inglaterra.
Em 19 de dezembro de 2021, em sua 100ª partida pelo clube, ele marcou um chute de longa distância e deu uma assistência na vitória por 4–0 sobre o Newcastle United.
Cancelo foi a chave para os títulos da Premier League em 20/2021 e 21/2022. Na temporada 21/2022, ele fez 52 jogos em todas as competições e atuou em 36 das 38 partidas do City no Inglês.

### Bayern de Munique
O Bayern de Munique formalizou em 31 de janeiro de 2023, a chegada de João Cancelo, por empréstimo e com opção de compra de  €70 milhões de euros (R$387 milhões de reais) ao Manchester City.
| “                                            | O Bayern é um grande clube, um dos melhores do mundo, e é uma grande motivação para mim jogar ao lado de seus extraordinários jogadores agora", reagiu o defesa de 28 anos no site do campeão alemão. "Eu sei disso clube vive de títulos e vitórias todos os anos. Sou movido por essa fome de sucesso. Vou dar o meu melhor. | ” |
| — João Cancelo, em entrevista de apesentação | |   |

Ao final da temporada, o Bayern decidiu não exercer a opção de compra. Cancelo conquistou a Bundesliga durante sua passagem pelo clube.

### Barcelona
No dia 1 de setembro, o jogador foi anunciado como novo reforço do Barcelona, assinando por empréstimo até o fim da temporada. Cancelo fez sua estreia pelo clube na vitória por 2–1 sobre o Osasuna pelo Campeonato Espanhol. Marcou um gol importantíssimo pelo Barcelona, em partida válida pela 6° rodada do Campeonato Espanhol contra o Celta de Vigo: após o Barça sair perdendo por 2–0, fez o gol da vitória em uma virada espetacular por 3–2.

### Al-Hilal
No dia 27 de agosto de 2024, o Al-Hilal anunciou a contratação do lateral português, assinando por três temporadas com o clube de Riade, após passar por exames médicos em Paris. O clube saudita desembolsou cerca de 25 milhões de euros (aproximadamente R$ 154 milhões) para garantir a contratação de Cancelo.
Essa mudança representa uma nova fase na carreira de João Cancelo, que já passou por clubes como Juventus, Inter de Milão, Bayern de Munique e Barcelona, além do Manchester City. Será interessante ver como ele se adaptará a liga saudita e como contribuirá para o sucesso do Al-Hilal nos próximos anos.

## Seleção Portuguesa

### Juvenil

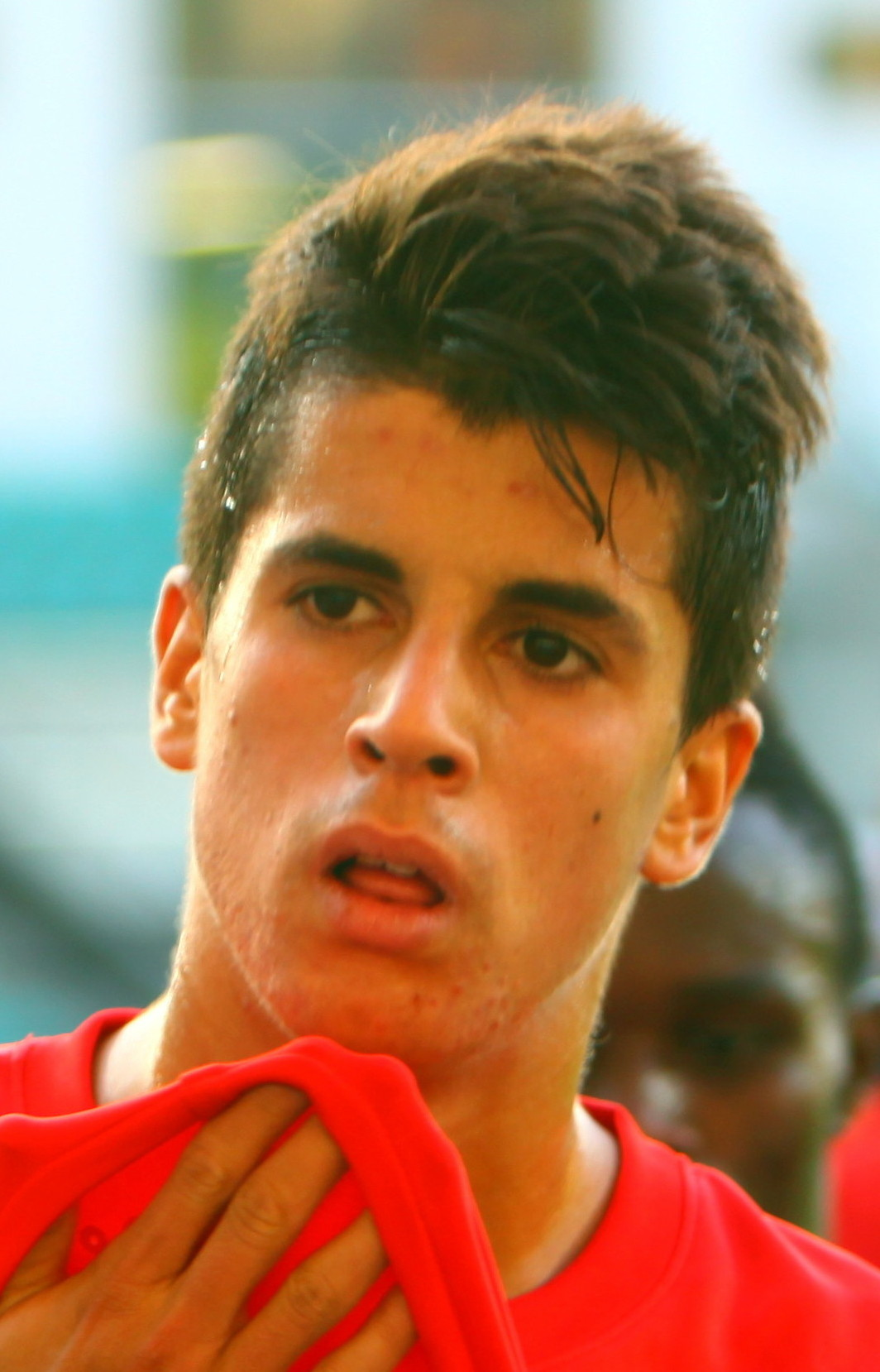
Cancelo jogando pela Seleção Sub-19 de Portugal em 2012

Cancelo representou Portugal no Campeonato Europeu Sub-19 da UEFA de 2012. Ele também foi selecionado para a edição seguinte na Lituânia.
Com a Sub-20, Cancelo participou da Copa do Mundo FIFA Sub-20 de 2013 e do Torneio Internacional de Toulon de 2014. Ele participou de dois jogos na primeira competição, com a equipe alcançando as oitavas de final.
Cancelo fez parte do elenco da Sub-21 que competiu no Campeonato Europeu de Futebol Sub-21 de 2015. Ele substituiu o lateral-esquerdo Raphaël Guerreiro no meio do segundo tempo da vitória por 5-0 na semifinal contra a Alemanha, sendo essa sua única aparição no torneio, resultando em um segundo lugar na final contra a Suécia.

### Principal
Cancelo foi convocado pela primeira vez para a equipe principal pelo técnico Fernando Santos em 26 de agosto de 2016, jogando os 90 minutos da vitória amistosa por 5-0 sobre Gibraltar em Porto em 1 de setembro e marcando o terceiro gol. No mês seguinte, ele marcou mais dois gols, em duas eliminatórias da Copa do Mundo de 2018 contra Andorra (6-0, em casa) e Ilhas Faroé (fora, mesmo placar).
Em maio de 2018, Cancelo foi incluído em uma pré-convocatória de 35 jogadores para a fase final na Rússia, mas ele não foi incluído na lista final. Cancelo foi selecionado para os quatro jogos da fase de grupos da Liga das Nações da UEFA de 2018–19 em junho de 2019, ajudando Portugal a se classificar para as Finais da Liga das Nações em junho de 2019. Nas Finais da Liga das Nações da UEFA, Portugal derrotou a Países Baixos por 1 a 0 no Porto para conquistar o troféu.
Cancelo foi inicialmente incluído na seleção de Portugal para a UEFA Euro 2020 em junho de 2021; no entanto, ele testou positivo para a COVID-19 dois dias antes da partida de abertura da equipe contra a Hungria, sendo substituído na equipe por Diogo Dalot.
Em outubro de 2022, ele foi convocado para a pré-lista de 55 jogadores da seleção de Portugal para a Copa do Mundo FIFA de 2022 no Catar, sendo incluído na lista final de 26 jogadores para o torneio. Cancelo começou inicialmente os jogos da fase de grupos de Portugal, mas, em meio a uma má fase, perdeu seu lugar para Diogo Dalot, que começou o jogo de oitavas de final contra a Suíça, com Portugal vencendo a partida por 6 a 1. Portugal empregou a mesma estratégia nas quartas de final contra a Marrocos, com Cancelo novamente no banco. No entanto, Portugal perdeu por 1 a 0, com Marrocos se tornando a primeira nação africana a chegar às semifinais da Copa do Mundo.

## Estilo de jogo
Cancelo é conhecido por sua velocidade, energia e habilidades ofensivas, bem como sua técnica, habilidades de dribles, criatividade e habilidade de cruzamento. Ele é capaz de jogar como lateral ou ponta em ambos os flancos, embora geralmente jogue pela direita. Durante seu tempo no Manchester City, ele era considerado um dos melhores laterais da Europa. Apesar de sua habilidade no ataque, no entanto, seu senso tático, posicionamento e habilidades defensivas foram citados como pontos fracos pela mídia.
Quando joga como lateral tradicional, ele cronometra bem suas corridas para frente. Ele tende a se movimentar para a frente quando está em posse, em vez de fazer corridas de ultrapassagem ao redor de um companheiro de equipe, e prefere receber a bola nos pés em vez de buscar passes longos. Com a bola, ele é igualmente capaz de cortar para dentro pela direita como de contornar o defensor externo, e frequentemente procura cruzar com seu pé esquerdo menos hábil ou avançar pelo lado do lateral esquerdo adversário e procurar combinar com jogadores mais à frente. Ele é um driblador muito forte e essa habilidade, combinada com o fato de ser confiante em ambos os pés, torna difícil defendê-lo. Sua velocidade também permite que ele se recupere rapidamente em transições defensivas, e está sempre ciente do espaço que deixa para trás quando sua equipe ataca.
Em sua segunda temporada no Manchester City, sob o comando do técnico Pep Guardiola, Cancelo foi desenvolvido como um de seus jogadores híbridos, atuando tanto como lateral quanto no meio-campo central no mesmo jogo. Durante a formação 4–3–3 do City, quando não está em posse, Cancelo se move para o meio-campo central ao lado de Rodri, deixando cinco jogadores para formar sua linha de ataque. Com sua linha defensiva espalhada pelo campo, Cancelo, Rodri e dois meio-campistas ofensivos frequentemente formam um quadrado no meio-campo para sobrecarregar áreas centrais. Se o City jogar pelo centro, Cancelo é frequentemente o alvo – ele provou ser brilhante ao receber na lateral do meio-campo e progredir com passes ousados e precisos para a frente. Cancelo também se tornou um dos jogadores criativos mais eficazes do City, frequentemente adotando posições em espaços intermediários antes de entregar uma bola na área ou deslizar uma bola entre defensores. Quando em uma posição mais recuada, Cancelo é hábil em se movimentar para o meio-campo e jogar uma bola por cima para um corredor em velocidade. Com Cancelo adicionando um jogador extra no meio-campo, o ataque deles está melhor preparado para lidar com transições defensivas.

## Títulos
Benfica[carece de fontes?]
- Primeira Liga: 2013–14
- Taça da Liga: 2013–14

Juventus[carece de fontes?]
- Supercopa da Itália: 2018
- Serie A: 2018–19

Manchester City
- Copa da Liga Inglesa: 2019–20 e 2020–21[carece de fontes?]
- Premier League: 2020–21, 2021–22 e 2022–23[57]
- Liga dos Campeões da UEFA: 2022–23[58]

Bayern de Munique
- Bundesliga: 2022–23[carece de fontes?]

Seleção Portuguesa
- Liga das Nações da UEFA: 2018–19[carece de fontes?] e 2024–25[59]

### Prémios individuais
- Equipa do Ano da Série A: 2017–18[60] e 2018–19[61]
- Equipa do Ano PFA da Premier League: 2020–21[62] e 2021–22[63]
- FIFPro World XI: 2022[64]
- Gol do Mês da La Liga: setembro de 2023[65]